# High Island, Texas
High Island är en ort i Galveston County i delstaten Texas, USA.